# 張可頤
張可頤（英語：Maggie Cheung Ho Yee；1969年3月20日—），香港女藝人，前香港無綫電視（TVB）及香港電視網絡（HKTV）合約藝員，曾被譽為「千禧年代無綫五大當家花旦之一」。
張可頤於2003年在《萬千星輝頒獎典禮2003》中，憑《九五至尊》呂四娘一角，打敗佘詩曼以半熱門姿態奪「本年度我最喜愛的女主角」，亦即現時的最佳女主角獎項。
2012年約滿無綫電視後轉投香港電視網絡。2013年12月與香港電視網絡約滿後回復自由身。

## 背景
張可頤出生於香港，家中有父母、一姊、二妹；她在家中排行第二，因此被圈中人稱為「張二小姐」。早年就讀嘉諾撒聖瑪利學校，在尖沙咀嘉諾撒聖瑪利書院完成中一年級學業後（曾在校內考獲班中第一的成績）；於1982年，13歲的她被送到英國寄宿學校Philips High School讀書，修讀理科並於德文郡Edgehill College預科畢業。取得曼徹斯特大學（University of Manchester）學位取錄，主修電腦科學系。她返港放暑假，期間卻在街上被徐克和鍾珍（陳慧琳經理人）發掘，還未滿21歲的她，開始第一次參與電影工作《英雄本色3》，其後與徐克簽下經理人合約，放棄學位取錄。期間客串無綫處境喜劇《卡拉屋企》。因樣貌清俗，而被梅艷芳稱為「影壇新星」。
之後給音樂人鄭敬基發掘，以花生女郎（PP Gals）組合出過唱片，在《翡翠歌星賀台慶》演唱Beyond歌曲《大地》，1992年因組合解散而退出樂壇。
1993年，約滿徐克經理人合約後不再續約，兩度離開娛樂事業的她，在法國銀行以出市會員身份於香港期貨交易所工作。1994年，男友董波推舉她參加了香港小姐競選，以大熱門姿態晉身總決賽成為首十二名佳麗之一，並在準決賽贏得了「最具演藝潛質獎」。
她打入前五名，但落選了三甲。其後，與無綫電視簽下經理人合約，成為無綫電視合約女藝員。

## 演藝事業
加入無綫後在劇集《真情》、《神鵰俠侶》及《新上海灘》中擔任配角。經過多次的磨練後，她在1995年劇集《一切從失蹤開始》擔任第二女主角。
1996年在《地獄天使》中首度擔正第一女主角。
1997年，飾演《難兄難弟》中的程寶珠（影射陳寶珠）一角。憑著出色的演出獲提名《萬千星輝賀台慶1997》「最佳女主角」。1999年，憑《難兄難弟》中程寶珠一角奪得「20世紀無線五大最難忘的女主角」大獎。
2001年與王喜合演無綫電視電視電影《天降橫財心驚驚》及一同拍攝《烈火雄心II》，並與樣貌酷似張的新晉演員楊怡合作《婚前昏後》。2003年，張可頤憑《九五至尊》的呂四娘一角，以半熱門姿態打敗佘詩曼獲得萬千星輝賀台慶2003「本年度我最喜愛的女主角」，被視為代表作之一。
2004年憑藉《金枝慾孽》的蘇完尼瓜爾佳·安茜（安貴人）一角，因戲份多於該劇女主角之一的佘詩曼而有報導指張可頤與佘詩曼因此不和，兩位的不和直到如今仍是不少網民茶餘飯後的熱門話題。張可頤飾演的安貴人一角沒有入圍萬千星輝賀台慶2004「最佳女主角」最後五強；另有些知情網民表示當時張已經有離巢之意而惹怒無綫，以致她飾演的安貴人一角無緣入圍最後五強。
2005年，她與無綫改簽部頭合約。其後她拍攝中國大陸悲情電視劇《長恨歌》回港後，發現愛犬病逝；此外，因為太投入角色而患上抑鬱症，更導致甲狀腺分泌失調，患上甲狀腺功能亢進症，令到頸腫面腫。因此辭演無綫劇集《上海傳奇》，暫停手頭上所有的工作。張可頤原在《上海傳奇》所飾演的角色改由向海嵐飾演，前往澳洲靜心休養。回港後，得到一位氣功師父為她治療，年中完全康復。
2007年，張可頤因揚言酷愛演戲而選擇重返無綫電視，並接受《志雲飯局》訪問，其後與楊思琦主持節目《更上一層樓》，更擔任《香港先生選舉》主持等。
2009年至2010年，重新投入劇集拍攝工作，接拍無綫劇集《老公萬歲》及《女人最痛》，開始參與電影拍攝及廣告等工作，並憑《女人最痛》提名2010年萬千星輝頒獎典禮「最佳女主角」 ，並入圍最後五強。
2011年，接拍《法證先鋒III》，憑《法證先鋒III》的法醫鍾學心（Mandy、Dr.Chung）一角提名2011年萬千星輝頒獎典禮「最佳女主角」及「我最喜愛的電視女角色」 ，並全部入圍最後五強。同年上映的電影《報應》中，是她首度擔正第一女主角的電影作品，挑戰高難度角色，飾演王太（Daisy母親）一角。
2012年，與無綫約滿後離開無綫電視，轉投王維基旗下的香港電視網絡，並成為該電視台之「一姐」，結束20年與無綫電視之賓主關係，《天梯》是其在無綫的告別作，亦被視為另一代表作。 因轉投港視而成為TVB的叛將，所以無緣入圍《萬千星輝頒獎典禮2012》的「最佳女主角」及「我最喜愛的電視女角色」等獎項，其後有傳TVB為捧該劇第二女主角陳茵媺上位而使其憑《天梯》獲提名視后獎項，惹來網民的激烈爭議。但仍可憑《天梯》的好媳婦顧新月一角，入圍“MY AOD我的最愛頒獎典禮2012”「我的最愛電視女主角」及「我的最愛十五大電視角色」。
她加入香港電視（HKTV）後，被王維基封為「港視一姐」及「鎮台之寶」。其後，以一集14萬拍攝電視劇《來生不做香港人》，飾演梁美行一角，她透露這個角色是她入行至今唯一一個她最喜歡的電視角色，她的演出獲得許多“可頤粉絲”追捧，希望港視能夠如期開台，播放張可頤主演的《來生不做香港人》，讓觀眾目睹一姐的風采。直到香港電視宣佈在2014年11月19日開台後，不少可頤的忠實粉絲都希望可頤主演的《來生不做香港人》成為港視的開台劇，此劇最終於2014年12月11日播出。
2013年，因政府不發牌於香港電視網絡而使許多旗下藝員要上街示威支持發牌及工作完全停止，導致眾多港視藝人沒有工作及去向，她希望能夠重返「娘家」無綫電視，繼續與無綫電視合作。因有傳她曾經以視后獎項來續約以致高層列出的叛將黑名單上有張可頤的名字，所以她認為重返娘家的機會很渺茫。因工作已停止導致今年3月以600萬購入元朗的四季豪園獨立屋如今已令她沒有錢供樓，所以才有重返TVB的觀念。
2013年，在《陸貞傳奇》中飾演狡猾女官「婁青薔」一角，首次擔任大反派的她，在劇中的演出令中國內地觀眾看得緊張，她的演技更大受中國內地觀眾讚賞及肯定。她與劉雪華、趙麗穎、楊蓉的對手戲更是劇中的焦點。同年年12月恢復自由身，但她表明與香港電視網絡及無綫電視總會有合作的機會。
2014年，她以自由身為有線電視主持《空間大改造Sr.6》；並義務拍攝微電影《沿途有你》，並挑戰精神病、抑鬱症於一身的角色。她透露這個角色是她入行至今唯一一個高難度的角色。同年在《風中奇緣》友情出演賢后萬子衿（影射衛子夫）一角，戲份雖比後輩劉詩詩少，但她將這個可歌可泣的角色成功演活，演技獲得中國大陸觀眾一致好評。
2014年，在香港電視網絡的重頭劇《來生不做香港人》中飾演一個控制欲極強的「港女」梁美行一角，精湛的演技獲得馬來西亞、香港及澳洲網民、觀眾大力支持，部分觀眾更表示張可頤的演技與無綫視后佘詩曼實力旗鼓相當，而兩人早在《金枝慾孽》有精彩的對手戲。此外，她與金馬影后劉美君在劇中的姊妹情、中港兩地文化所產生的矛盾等的情節牽動不少香港觀眾的心。除此之外，大多數香港網民及觀眾激贊張可頤在此劇「捍衛正體字」環節的演出，並大贊她道出港人心聲。
2015年，憑藉19分鐘微電影《沿途有你》的精神病患者一角，演技精湛，以大熱姿態勇奪《第五屆金花獎頒獎典禮》最佳女演員。
2015年6月，開辦尊子創作坊，除了提供各類創意工藝及語言學習課程外，還主力發展兒童及青年人情緒管理工作坊及講座，並以過去自己面對逆境及抗壓心得作例子，生命影響生命，希望大眾從少對情緒管理建立認知基礎，以積極健康的態度面對生活。她坦言設立學習中心是為了趁自己仍有氣有力，做一些演戲以外又有意思的事，但強調自己不會退出幕前。
2015年10月初，張可頤展開為期一個月的歐洲之旅，先後到冰島、英國、克羅地亞、伊斯特里亞半島、波黑、黑山等地，並在微博上載相片分享自己的經歷，還有個人感受與人生觀。其中她在藍潟湖溫泉所拍的照片被香港傳媒報道，驚嘆身穿泳衣的她，身形比1994年參選港姐時有過之而無不及。在克羅地亞的松露食品節，張可頤在途中遇到韓國KBS攝影隊，更順道用英語當上了他們的客席嘉賓主持。
2016年，張可頤以「信託大使」身份，出席由香港信託協會舉辦的「亞太金融論壇暨歡迎晚宴」。拍劇多年的她希望嘗試電影發展，好像參與電影幕後製作、寫劇本及做監製等，她透露現正編寫一個關於蘿蔔糕的劇本，從食物帶出家庭故事。她指自己不擅長寫劇本，需要到處拜師學藝，希望今年可以寫得到。
張可頤現今活躍於香港及中國大陸，主力拍攝香港及中國內地劇集，近期作品其中包括《暖男爸爸》等。

## 爭議
- 據悉，當年張可頤因屢次遲到與記不好對白，而使宣萱不滿，因此，宣萱拒絕再與張可頤合作，就算同年播出的台慶劇《美味天王》也甚少對手戲。[來源請求]
- 張可頤在領「最佳女主角」獎時曾表示盼望奪得這個獎很久了，又被盛傳因鄙視郭可盈沒有代表作而被網民冠稱為「最惹人討厭女主角」。[46][需要較佳来源]

## 感情生活
張可頤至今未婚。在入行後她公開的男友是中國內地任職公司主席的董波，董波提名張可頤參選1994年度香港小姐，惟拍拖8年後因聚少離多分手。1998年，張可頤與音樂人陳容森交往，陳容森當年亦是張的經理人，兩人也是同居伴侶關係，惟最終傳因關係被人介入而分手收場。2003年，張因主持財經節目《更上一層樓》訪問金融才俊曾安邦而「撻着」，但最終也是分手。

## 演出作品

### 電視劇（無綫電視）
| 首播   | 劇名                                              | 角色                      | 合作演員                                              |
| 1992年 | 卡拉屋企                                          | 員 工                     | 吳鎮宇、李婉華、歐陽震華、鄭敬基                      |
| 1995年 | 真情                                              | Fanny Yuen                | 李司棋、薛家燕、劉 丹、張慧儀                         |
| 1995年 | 隋唐群英會（於1995年海外發行，1996年翡翠台播映）  | 趙婉珊                    | 林嘉華、張兆輝、陳妙瑛、譚耀文                        |
| 1995年 | 神鵰俠侶                                          | 程 英                     | 古天樂、李若彤、傅明憲、李綺虹                        |
| 1995年 | 一切從失蹤開始                                    | 歐陽秀蘭（Cindy）         | 劉松仁、林保怡、關詠荷、潘志文                        |
| 1996年 | 天地男兒                                          | 葉曉冰（Chris）           | 鄭少秋、羅嘉良、張智霖、古天樂、陳松伶、宣 萱、伍詠薇 |
| 1996年 | 新上海灘                                          | 顧清華                    | 鄭少秋、鄭裕玲、陳松伶、潘志文                        |
| 1996年 | 地獄天使                                          | 區學兒                    | 蘇玉華、陳啟泰、潘志文、馬德鐘                        |
| 1997年 | 迷離檔案                                          | 文嘉莉（Carrie）          | 羅嘉良、張家輝、關寶慧、魏駿傑                        |
| 1997年 | 香港人在廣州                                      | 柴可風                    | 鄭丹瑞、黎耀祥、梅小惠、劉倩怡                        |
| 1997年 | 難兄難弟                                          | 程寶珠                    | 羅嘉良、吳鎮宇、宣 萱、林曉峰                         |
| 1997年 | 美味天王                                          | 夏津津                    | 歐陽震華、關詠荷、沈殿霞、宣 萱                       |
| 1998年 | 難兄難弟之神探李奇                                | 程寶珠                    | 羅嘉良、林家棟、吳綺莉、林曉峰                        |
| 1999年 | 茶是故鄉濃                                        | 盤妹雅                    | 林家棟、麥長青、蘇玉華、元 華                         |
| 1999年 | 衝上人間（於1998年海外發行，1999年翡翠台播映）    | 林家宜（李詠欣）          | 郭晉安、張家輝、陳法蓉、惠英紅                        |
| 2000年 | 緣份無邊界 （於1999年海外發行，2000年翡翠台播映） | 金 蘭                     | 林保怡、鄭中基、陳彥行、黃智賢                        |
| 2001年 | 婚前昏後                                          | 孫慶家（Rose）            | 劉松仁、馬德鐘、汪明荃、蘇玉華                        |
| 2002年 | 無考不成冤家                                      | 高嘉莉（Cally）           | 汪明荃、馬德鐘、錢嘉樂、苑瓊丹                        |
| 2002年 | 烈火雄心II                                        | 鍾茵怡                    | 王 喜、方中信、陳慧珊、蒙嘉慧                         |
| 2003年 | 九五至尊                                          | 呂四娘                    | 江 華、吳美珩、秦 沛、林韋辰                          |
| 2003年 | 十萬噸情緣                                        | 方雅文（Yama）            | 張家輝、滕麗名、歐錦棠、蔣志光                        |
| 2003年 | 金牌冰人                                          | 連百合（金葵扇）          | 馬浚偉、陳 豪、蓋鳴暉、嘉碧儀                         |
| 2004年 | 金枝慾孽                                          | 蘇完尼瓜爾佳·安茜         | 佘詩曼、黎 姿、鄧萃雯、林保怡、陳 豪、黃德斌、陳秀珠  |
| 2004年 | 楚漢驕雄                                          | 呂 雉                     | 鄭少秋、江 華、吳美珩、黎耀祥、蔣志光、林韋辰         |
| 2010年 | 老公萬歲                                          | 高勵心                    | 苗僑偉、謝天華、李綺虹、曹敏莉、高皓正                |
| 2010年 | 女人最痛                                          | 沙宛淇（Jackie）          | 米 雪、滕麗名、馬德鐘、林嘉華、江美儀                 |
| 2011年 | 七號差館（於2002年海外發行，2011年翡翠台播映）    | 曾寶燕                    | 薛家燕、吳啟華、張兆輝、汪 琳                         |
| 2011年 | 法證先鋒III                                       | 鍾學心（Mandy、Dr.Chung） | 黎耀祥、吳卓羲、徐子珊、陳茵媺、蕭正楠                |
| 2012年 | 天梯                                              | 顧新月（大少奶）          | 陳 豪、黃德斌、陳茵媺、蕭正楠                         |

### 電視劇（香港電視網絡）
| 首播          | 劇名           | 角色                  | 合作演員                              |
| 2014年-2015年 | 來生不做香港人 | 梁美行（Anson、An霸） | 劉美君、潘燦良、曾偉權、林 利、高皓正 |

### 電視劇（ViuTV）
| 首播   | 劇名     | 角色             | 合作演員                                    |
| 2020年 | 暖男爸爸 | 羅芷明（Sharon） | 鄭中基、邵仲衡、余香凝、姬素·孔尚治、文凱玲 |

### 電視劇（衛視電影台）
| 首播   | 劇名       | 角色             | 合作演員                               |
| 2018年 | 東方華爾街 | 章秀頤（Pamela） | 吳鎮宇、張孝全、譚耀文、潘燦良、陳家樂 |

### 電視劇（中国大陆）
| 首播   | 劇名                           | 角色   | 合作演員                            |
| 2006年 | 長恨歌                         | 王琦瑤 | 黃 奕、謝君豪、吳興國、徐 崢        |
| 2013年 | 陸貞傳奇                       | 婁青薔 | 陳 曉、趙麗穎、喬任梁、楊蓉、劉雪華 |
| 2014年 | 風中奇緣                       | 萬子衿 | 劉詩詩、彭于晏、胡 歌、陳法拉、韓棟 |
| 2015年 | “北上廣”不相信眼淚             | 葉昭君 | 馬伊俐、朱亞文、張兆輝、劉美含      |
| 待播   | 荔芳街之海岸風雷（2017年拍攝） | 夏曉彤 | 黃德斌、高鑫                        |

### 電影
以香港當地原始片名為主：
| 年 份  | 片 名               | 角 色              | 合作演員                                                       | 備 註                          |
| 1989年 | 中日南北和          | Maggie             | 鐘鎮濤、王祖賢、李子雄、廖偉雄、泉本教子、時任三郎             |                                |
| 1989年 | 英雄本色III夕陽之歌 | 阿 琳              | 周潤發、梅艷芳、梁家輝、時任三郎、石 堅、傅宏達                |                                |
| 1995年 | 馬路英雄2非法賽車   | 雪 莉              | 張智霖、李麗珍、魏駿傑、伍詠薇、吳國敬、黃秋生                 |                                |
| 1996年 | 運財智叻星          | 觀 音              | 袁詠儀、陳百祥、鍾麗緹、王敏德、羅家英、苑瓊丹                 |                                |
| 1997年 | 精裝難兄難弟        | 程寶珠             | 羅嘉良、吳鎮宇、黃子華、舒 淇、陳百祥、陳彥行                  |                                |
| 2000年 | 頭號人物            | Joey               | 周華健、吳彥祖、葉佩雯、黎耀祥、雷宇揚、梁烈唯                 |                                |
| 2000年 | 愛我別走            | 楓                 | 黃秋生、吳啟華、馬浚偉、徐子淇、張同祖、林其欣                 |                                |
| 2001年 | 陰陽路八之棺材仔    | 廖慧儀             | 陳松伶、雷宇揚、羅 蘭、譚小環、唐家輝、九紋龍                  |                                |
| 2001年 | 逆天者              | 東妻/楊曼琪        | 黃秋生、李泳豪、唐文龍、陳穎妍、胡杏兒                         |                                |
| 2001年 | 陰陽路九之命轉乾坤  | 廖慧儀             | 雷宇揚、羅 蘭、譚小環、九紋龍、黎耀祥、姚樂怡                  |                                |
| 2001年 | 天降橫財心驚驚      | 梁小玲             | 王 喜、張兆輝、湯盈盈、羅樂林、夏 萍                           | TVB電視電影                    |
| 2001年 | 手足情深            | 欣 欣              | 張智霖、蘇有朋、盧淑儀、范冰冰、湯鎮業、尹揚明                 | 福音電影                       |
| 2005年 | 逢賭必贏            | 廖 儀              | 雷宇揚、黎耀祥、譚小環                                         |                                |
| 2010年 | 月滿軒尼詩          | 敏 如              | 張學友、湯 唯、鮑起靜、朱咪咪、李修賢、安志傑                  |                                |
| 2011年 | 我愛HK開心萬歲      | 九姑娘             | 曾志偉、梁家輝、吳君如、李治廷、陳法拉、馮淬帆                 |                                |
| 2011年 | 猛男滾死隊          | 劉玉卿             | 曾志偉、杜汶澤、詹瑞文、狄易達、周秀娜、楊梓瑤                 |                                |
| 2011年 | 報應                | 王太太             | 黃秋生、任賢齊、文詠珊、盧巧音、林 利、恭碩良                  |                                |
| 2011年 | 勁抽福祿壽          | 林丁丁（Maggie姐） | 曾志偉、王祖藍、李思捷、阮兆祥、薛凱琪、陳法拉                 |                                |
| 2014年 | 沿途有你            | Sharon             | 姜大衛、高皓正、李 楓                                          | 微電影                         |
| 2016年 | 此情此刻            | 心理醫生           | 林家棟、潘燦良、葉佩雯、孫耀威                                 |                                |
| 2017年 | 聖女奇緣            |                    | 謝君豪、方力申、張繼聰、李銘順、劉心悠、楊思琦、衛詩雅         | 大馬電影，又名<女人永遠是對的> |
| 2018年 | 低壓槽              | 張書文（Diane）    | 張家輝、徐静蕾、何炅、苗侨伟、林雪、張繼聰、元华、伍允龍、余男 |                                |
| 2023年 | 風再起時            | 星姐               | 謝君豪、杜 鵑                                                  |                                |
| 2024年 | 臨時劫案            | 姜灝雯             | 郭富城、任賢齊、林家棟                                         |                                |

### 節目主持
- 1994年：廣島亞運會直播
- 1996年：幻影仙蹤話聊齋
- 1997年：星光熠熠耀保良
- 1998年：永安旅遊話你知：點解台灣咁好玩
- 2001年：星光熠熠耀保良
- 2003年：無線愛心傳萬里
- 2007年：香港先生選舉、舞動奇跡、童心同行愛之夜
- 2008年：更上一層樓第4-5輯、博愛歡樂傳萬家
- 2010年：江門市星光公園開園儀式、群星閃耀江門情
- 2011年：大凶兆
- 2014年：空間大改造Sr.6（有線電視）

### 綜藝節目（不包括組合時期）
- 1994年 甲戍年龍舟競渡
- 1994年 世界盃嘉年華
- 1994年 富士超能巨星 格鬥爭霸戰
- 1996年 慈善星輝仁濟夜
- 1996年 超級無敵獎門人
- 1996年 一個世紀的婚禮
- 1997年 慈善星輝仁濟夜
- 1997年 金牛滿屋賀新春
- 1997年 超級無敵獎門人之再戰江湖
- 1997年 都市閒情
- 1997年 勁歌金曲
- 1997年 萬眾一心迎回歸
- 1997年 龍的光輝香港回歸大匯演
- 1997年 1997年勁歌金曲第三季季選
- 1998年 無線30週年經典大匯演
- 1998年 無綫愛心傳萬里
- 1998年 齊心同抗長江水賑災大行動
- 1998年 天下無敵獎門人
- 1999年 非常勁秋荃情夜
- 1999年 驚天動地獎門人
- 1999年 智尊打吡賽
- 1999年 歡樂滿東華
- 1999年 清潔香港清王清霸迎千禧
- 2000年 金龍獻瑞慶團年
- 2001年 熱帶雨林蜜月狂奔 參賽者
- 2001年 好客香港攞滿FUN
- 2002，2003年 智在必得
- 2002年 吾係獎門人
- 2003年 一廠最美的一夜
- 2003年 紅星追聲名歌SING
- 2003年 加港星輝耀頤康
- 2005年 百法百眾第1輯
- 2010年 超級遊戲獎門人
- 2010年 世博華人大綜藝加大碼
- 2011年 正識第一
- 2011年 大廚出馬
- 2012年 快樂大本營

### 舞台劇
- 《難兄難弟之時來運到慶新春》（1998春節）
- 《今夜真情流露》（2000）
- 《但願人長久》（2019年8月25日至9月4日）

### 訪談節目
- 1997年 蔡瀾人生真好玩 第9集
- 2008年 志雲飯局 第88集
- 2008年 娛樂直播
- 2011年 今日VIP
- 2013年 海琪的天空
- 2015年 一圈圈
- 2015年 Paco名人會
- 2015年 港人自講
- 2015年 每一個晚上
- 2019年 今日VIP

### 音樂錄影帶
- 1996年 譚詠麟《獨一無二》

### 電視巡禮片（無綫電視）
| 年份   | 劇名         | 合作演員                             | 備註                                       |
| 2002年 | 《翡翠人生》 | 吳啟華、陳豪、唐文龍、劉丹           | 沒有開拍，2003年以另一班底製作《翡翠戀曲》 |
| 2003年 | 《金牌冰人》 | 馬浚偉、蓋鳴暉、陳豪、嘉碧儀、文頌嫻 | 播映完畢，劇集演員陣容有少許變動           |
| 2004年 | 《覆雨翻雲》 | 譚耀文、陳豪、郭羨妮                 | 演員陣容除郭羨妮外完全不同，沒有參演       |
| 2005年 | 《諜變危情》 | 林保怡、邵美琪                       | 沒有開拍，2006年以另一班底製作《亂世佳人》 |

## 音樂作品

### 唱片
- 《DJ Boy花生女郎》（1991）[50]
- 《難兄難弟》電視劇原聲大碟（1997）
- 《美味天王》電視劇原聲大碟（1997）
- 《難兄難弟之神探李奇》電視劇原聲大碟（1998）
- 《難兄難弟之時來運到慶新春》舞台劇電原聲大碟（1998）
- 《齊唱2000喜洋洋》賀年歌碟（2000）

### 電視劇歌曲
- 1997年：難兄難弟（劇集《難兄難弟》主題曲，與羅嘉良、吳鎮宇、宣萱主唱）
- 1997年：Mamma Mia（劇集《美味天王》主題曲，與歐陽震華、關詠荷、沈殿霞、秦沛、宣萱主唱）
- 1997年：笑住掛住你（劇集《美味天王》插曲，與歐陽震華、關詠荷、沈殿霞、秦沛、宣萱主唱）
- 1998年：Se Ma Ru（劇集《難兄難弟之神探李奇》主題曲，與羅嘉良主唱）
- 2003年：情牽一線（劇集《金牌冰人》插曲，與馬浚偉主唱）

## 廣告
- 星晨旅遊
- 克痛Cortal
- Pantene 潘婷廣告
- 日本喇叭牌正露丸
- 芝柏婚紗
- 日本美津村 Holis Beauty Supplement
- RMK Cosmetics
- 歌倩洗髮水廣告
- LF完美女人纖體廣告
- 廣州逸彩庭園樓盤廣告
- 香港紅十字會宣傳廣告
- HK Broadband 香港寬頻廣告
- 香港世貿國際會議宣傳廣告
- SKII護膚品廣告
- RoC 醫學濩膚品廣告（亞洲首位代言人）

## 獎項殊榮
本條目只記載張可頤出道至今的個人獎項。
選美獎項
| 年份   | 頒獎典禮/機構    | 獎項           | 結果 |
| ------ | ---------------- | -------------- | ---- |
| 1994年 | 《香港小姐競選》 | 最具演藝潛質獎 | 獲獎 |

萬千星輝賀台慶
| 年份 | 頒獎典禮           | 獎項                                                          | 作品             | 角色                        | 結果              |
| ---- | ------------------ | ------------------------------------------------------------- | ---------------- | --------------------------- | ----------------- |
| 1997 | 萬千星輝賀台慶1997 | 最佳劇中女角演繹大獎                                          | 《難兄難弟》     | 程寶珠                      | 提名 （最後七強） |
| 1997 | 萬千星輝賀台慶1997 | 最佳惹笑冤家獎（與羅嘉良提名）                                | 《難兄難弟》     | 程寶珠                      | 提名 （最後七強） |
| 1999 | 萬千星輝賀台慶1999 | 20世紀無線五大最難忘的女主角                                  | 《難兄難弟》     | 程寶珠                      | 獲獎              |
| 2000 | 萬千星輝賀台慶2000 | 本年度我最喜愛的女主角                                        | 《茶是故鄉濃》   | 盤妹雅                      | 提名 （最後五強） |
| 2000 | 萬千星輝賀台慶2000 | 本年度我最喜愛的拍檔（戲劇組） （與林家棟提名）               | 《茶是故鄉濃》   | 盤妹雅                      | 提名              |
| 2001 | 萬千星輝賀台慶2001 | 本年度我最喜愛的女主角                                        | 《婚前昏後》     | 孫慶家（Rose）              | 提名              |
| 2001 | 萬千星輝賀台慶2001 | 本年度我最喜愛的拍檔（戲劇組） （與馬德鐘提名）               | 《婚前昏後》     | 孫慶家（Rose）              | 提名              |
| 2001 | 萬千星輝賀台慶2001 | 本年度我最喜愛的電視角色                                      | 《婚前昏後》     | 孫慶家（Rose）              | 獲獎              |
| 2002 | 萬千星輝賀台慶2002 | 本年度我最喜愛的女主角                                        | 《無考不成冤家》 | 高嘉莉（Cally）             | 提名              |
| 2002 | 萬千星輝賀台慶2002 | 本年度我最喜愛的拍檔（戲劇組） （與馬德鐘提名）               | 《無考不成冤家》 | 高嘉莉（Cally）             | 提名              |
| 2002 | 萬千星輝賀台慶2002 | 本年度我最喜愛的女主角                                        | 《烈火雄心II》   | 鍾茵怡                      | 提名              |
| 2002 | 萬千星輝賀台慶2002 | 本年度我最喜愛的拍檔（戲劇組） （與王喜提名）                 | 《烈火雄心II》   | 鍾茵怡                      | 提名              |
| 2003 | 萬千星輝賀台慶2003 | 本年度我最喜愛的女主角                                        | 《九五至尊》     | 呂四娘                      | 獲獎              |
| 2003 | 萬千星輝賀台慶2003 | 本年度我最喜愛的電視角色                                      | 《九五至尊》     | 呂四娘                      | 獲獎              |
| 2003 | 萬千星輝賀台慶2003 | 本年度我最喜愛的拍檔（戲劇組） （與江華提名）                 | 《九五至尊》     | 呂四娘                      | 提名              |
| 2003 | 萬千星輝賀台慶2003 | 本年度我最喜愛的女主角                                        | 《十萬噸情緣》   | 方雅文（Yama）              | 提名              |
| 2003 | 萬千星輝賀台慶2003 | 本年度我最喜愛的拍檔（戲劇組） （與張家輝提名）               | 《十萬噸情緣》   | 方雅文（Yama）              | 提名              |
| 2003 | 萬千星輝賀台慶2003 | 本年度我最喜愛的女主角                                        | 《金牌冰人》     | 連百合                      | 提名              |
| 2003 | 萬千星輝賀台慶2003 | 本年度我最喜愛的拍檔（戲劇組） （與馬浚偉提名）               | 《金牌冰人》     | 連百合                      | 提名              |
| 2004 | 萬千星輝賀台慶2004 | 本年度我最喜愛的女主角                                        | 《金枝慾孽》     | 蘇完尼瓜爾佳·安茜（安貴人） | 提名              |
| 2004 | 萬千星輝賀台慶2004 | 本年度我最喜愛的電視角色                                      | 《金枝慾孽》     | 蘇完尼瓜爾佳·安茜（安貴人） | 提名              |
| 2004 | 萬千星輝賀台慶2004 | 本年度我最喜愛的拍檔（戲劇組） （與陳豪提名）                 | 《金枝慾孽》     | 蘇完尼瓜爾佳·安茜（安貴人） | 提名              |
| 2004 | 萬千星輝賀台慶2004 | 本年度我最喜愛的拍檔（戲劇組） （與鄧萃雯、佘詩曼、黎姿提名） | 《金枝慾孽》     | 蘇完尼瓜爾佳·安茜（安貴人） | 提名              |
| 2004 | 萬千星輝賀台慶2004 | 本年度我最喜愛的女主角                                        | 《楚漢驕雄》     | 呂 雉                       | 提名              |
| 2004 | 萬千星輝賀台慶2004 | 本年度我最喜愛的拍檔（戲劇組） （與鄭少秋提名）               | 《楚漢驕雄》     | 呂 雉                       | 提名              |

萬千星輝頒獎典禮
| 年份 | 頒獎典禮             | 獎項                 | 作品            | 角色             | 結果              |
| ---- | -------------------- | -------------------- | --------------- | ---------------- | ----------------- |
| 2010 | 萬千星輝頒獎典禮2010 | 最佳女主角           | 《女人最痛》    | 沙宛淇（Jackie） | 提名 （最後五強） |
| 2010 | 萬千星輝頒獎典禮2010 | 最佳女主角五強金牌   | 《女人最痛》    | 沙宛淇（Jackie） | 獲獎              |
| 2011 | 萬千星輝頒獎典禮2011 | 最佳女主角           | 《法證先鋒III》 | 鍾學心（Mandy）  | 提名 （最後五強） |
| 2011 | 萬千星輝頒獎典禮2011 | 我最喜愛的電視女角色 | 《法證先鋒III》 | 鍾學心（Mandy）  | 提名 （最後五強） |

Astro華麗台電視劇大獎
| 年份 | 頒獎典禮                  | 獎項                          | 作品         | 角色                        | 結果              |
| ---- | ------------------------- | ----------------------------- | ------------ | --------------------------- | ----------------- |
| 2004 | Astro華麗台電視劇大獎2004 | 我的至愛女主角                | 《九五至尊》 | 呂四娘                      | 提名 （最後五強） |
| 2004 | Astro華麗台電視劇大獎2004 | 我的至愛角色                  | 《九五至尊》 | 呂四娘                      | 提名              |
| 2005 | Astro華麗台電視劇大獎2005 | 我的至愛女主角                | 《金枝慾孽》 | 蘇完尼瓜爾佳·安茜（安貴人） | 提名 （最後五強） |
| 2005 | Astro華麗台電視劇大獎2005 | 我的至愛角色                  | 《金枝慾孽》 | 蘇完尼瓜爾佳·安茜（安貴人） | 獲獎              |
| 2005 | Astro華麗台電視劇大獎2005 | 我的至愛情侶檔 （與陳豪提名） | 《金枝慾孽》 | 蘇完尼瓜爾佳·安茜（安貴人） | 提名 （最後五強） |
| 2005 | Astro華麗台電視劇大獎2005 | 我最難忘的一幕 （與陳豪提名） | 《金枝慾孽》 | 蘇完尼瓜爾佳·安茜（安貴人） | 提名 （最後五強） |
| 2006 | Astro華麗台電視劇大獎2006 | 我的至愛女主角                | 《楚漢驕雄》 | 呂 雉                       | 提名 （最後五強） |

MY AOD我的最愛頒獎典禮
| 年份 | 頒獎典禮                   | 獎項                   | 作品            | 角色            | 結果                |
| ---- | -------------------------- | ---------------------- | --------------- | --------------- | ------------------- |
| 2011 | MY AOD我的最愛頒獎典禮2011 | 我的至愛女主角         | 《法證先鋒III》 | 鍾學心（Mandy） | 提名 （最後五強）   |
| 2011 | MY AOD我的最愛頒獎典禮2011 | 我的最愛十五大電視角色 | 《法證先鋒III》 | 鍾學心（Mandy） | 提名                |
| 2012 | MY AOD我的最愛頒獎典禮2012 | 我的至愛女主角         | 《天梯》        | 顧新月          | 提名 （最後十二強） |
| 2012 | MY AOD我的最愛頒獎典禮2012 | 我的最愛十五大電視角色 | 《天梯》        | 顧新月          | 提名                |

其他獎項
| 年份 | 頒獎典禮                               | 獎項                                     | 結果             |
| ---- | -------------------------------------- | ---------------------------------------- | ---------------- |
| 1994 | 香港報業協會                           | 「Good Heart, Intelligent Woman」        | 獲獎             |
| 1997 | 香港電台                               | 「最佳新人獎」                           | 獲獎             |
| 1998 | TVB周刊                                | 「十大最佳藝員獎」                       | 獲獎             |
| 1998 | 化妝品公司Clarins                      | 「完美肌膚獎」                           | 獲獎             |
| 1998 | 洗髮精公司Pantene                      | 「最具光澤頭髮獎」                       | 獲獎             |
| 2000 | 壹電視大獎2000                         | 「最迫真屏幕情侶獎」                     | 獲獎             |
| 2000 | 警訊                                   | 2000交通安全大使                         | 獲獎             |
| 2003 | 壹電視大獎2003                         | 十大電視藝人（第七位）                   | 獲獎             |
| 2004 | 壹電視大獎2004                         | 十大電視藝人（第一位）                   | 獲獎             |
| 2005 | 壹電視大獎2005                         | 十大電視藝人（第五位）                   | 獲獎             |
| 2012 | 壹電視大獎2012                         | 十大電視藝人（第四位）                   | 獲獎             |
| 2013 | 安徽衛視                               | 金輝盛典「年度最受歡迎女演員（港台區）」 | 獲獎             |
| 2015 | 第五屆金花獎頒獎典禮                   | 最佳女演員（作品：沿途有你）             | 獲獎             |
| 2015 | 第一屆高登艾美獎                       | 最佳女主角（作品：來生不做香港人）       | 提名（最後五強） |
| 2015 | HKTVFansClub投票活動                   | 最佳女主角（作品：來生不做香港人）       | 提名（最後六強） |
| 2015 | HKTV 全年最好的選舉                    | 最佳女主角（作品：來生不做香港人）       | 提名（最後五強） |
| 2016 | 香港優質標誌局 - Q嘜金句王創意海報大賽 | 銀獎（最高級別獎項）                     | 獲獎             |

## 外部連結
- 張可頤的新浪微博 （页面存档备份，存于）／facebook粉絲頁
- 張可頤在互联网电影资料库（IMDb）上的資料（英文）